# Langarmschwinge

Langarmschwinge geschoben

Langarmschwinge gezogen

Die Langarmschwinge bezeichnet eine Schwingen-Bauart der Vorderradführung bei Motorrädern. Synonym ist die Langschwingengabel, viele modernere Konstruktionen basieren auf dem Patent der Earles-Gabel. Fahrwerke mit Langarmschwingen an Vorder- und Hinterrad wurden oft als Vollschwingen-Fahrwerk bezeichnet. Eine andere, einfachere Schwingenbauart am Vorderrad ist die Kurzschwinge. Schwinghebelgabel ist ein in den 1950er Jahren entstandener Oberbegriff, der Schwingenführung am Vorderrad von Motorräder allgemein bezeichnet. Technisch gesehen handelt es sich auch bei Motorrad-Hinterradschwingen um (gezogene) Langarmschwingen.

## Geschichte
Erste Langarmschwingen sind von Peugeot (1904) und Allright (1905) bekannt; die dabei verwendeten Baumuster waren Truffault-Gabeln. Jules Truffault entwickelte diese Art der Vorderradführung an einem Fahrrad bereits 1898. 1901 bekam Truffault seine gefederte Vorderradführung an langen geschobenen Armen patentiert. Auf die geschobene Langarmschwinge erhielt der Brite Ernest Richard George Earles (1903–1972) am 5. Dezember 1951 ein Patent. Diese Bauform war zunächst für den Motorradsport entwickelt worden. Erster Anwender der Earles-Gabel waren 1952 MV Agusta an der 4-Zylinder-Rennmaschine, und BSA, ebenfalls an einer Rennmaschine. BMW brachte 1953 die RS 54, ein königswellengesteuertes Rennmotorrad mit Earles-Gabel auf die Rennstrecke – davon profitierte später die Serienfertigung, im selben Jahr wie Mondial. Erstes Serienmotorrad mit Earles-Gabel war die Tornax S250 von 1953. Zahlreiche weitere Hersteller brachten danach eine Earles-Gabel unter der Bezeichnung Schwingenfahrwerk oder Vollschwingenfahrwerk auf den Markt. Bei BMW verdrängte die Langschwingengabel von 1955 bis 1969 die Teleskopgabel völlig aus der Serienproduktion (siehe Vollschwingen-BMW), auch bei MZ wurden 1963–1968 ausschließlich Motorräder mit Langarmschwinge produziert.

## Technik
Bei der Langarmschwinge befindet sich der Schwingendrehpunkt außerhalb des Reifenumfangs, bei der Kurzschwinge oder Kurzarmschwinge innerhalb des Reifenumfangs. Die Langschwingengabel in Earles-Bauform ist eine geschobene Schwinge, sie führt das Vorderrad in einer hinten um das Rad geführten Schwinge, die durch zwei Federbeine unter der unteren Gabelbrücke abgestützt ist. Bei der geschobenen Langarmschwinge befindet sich der Schwingendrehpunkt in Fahrtrichtung gesehen hinter der Radachse, bei der gezogenen Langarmschwinge vor der Radachse. Die meisten Motorräder mit Langarmschwinge sind äußerlich an dem massiven Schwingenträger und der Schwinge erkennbar. Es gab jedoch auch Konstruktionen, bei denen die Bauteile in den Kotflügel integriert und teilweise verdeckt wurden, ein Beispiel dafür ist die Simson Schwalbe.

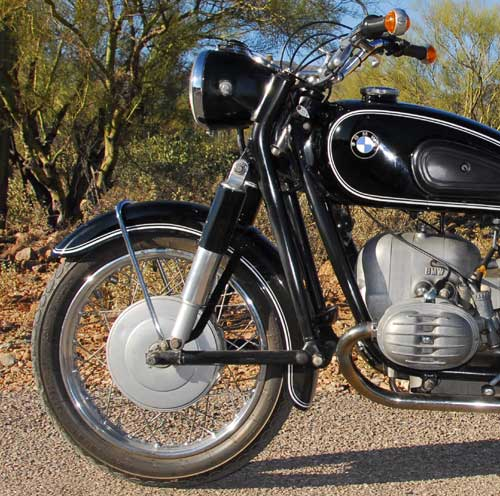
Geschobene Langarmschwinge (BMW)
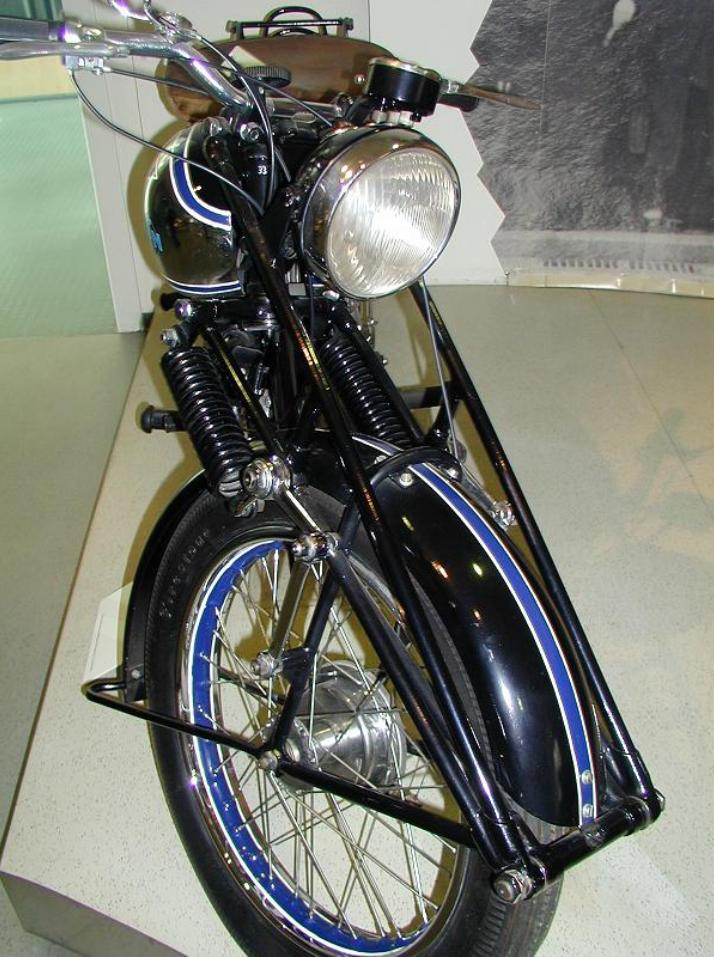
Gezogene Langarmschwinge (FN)

## Verwendung am Vorderrad

### Geschobene Langarmschwinge (Auswahl)
- Zündapp Bella (1953–1964), außer R 150, R 151 und R 200
- Horex Resident (1955)
- MV Agusta 175 CSS (1954–1958)
- Vollschwingen-BMW (1955–1969)
- MZ ES (1956–1978)
- DKW RT 175 (1956–1959) in der Version RT 175 VS
- DKW Hummel (1960–1966)
- IWL Troll (1963–1965)
- Hercules-Kleinkrafträder (1959–1983)
- einige Kreidler-Zweiräder (1957–1966)
- Simson Vogelserie, außer Typ Spatz (1964–1986)

### Gezogene Langarmschwinge
- FN M13 (1947–1952)

### Galerie

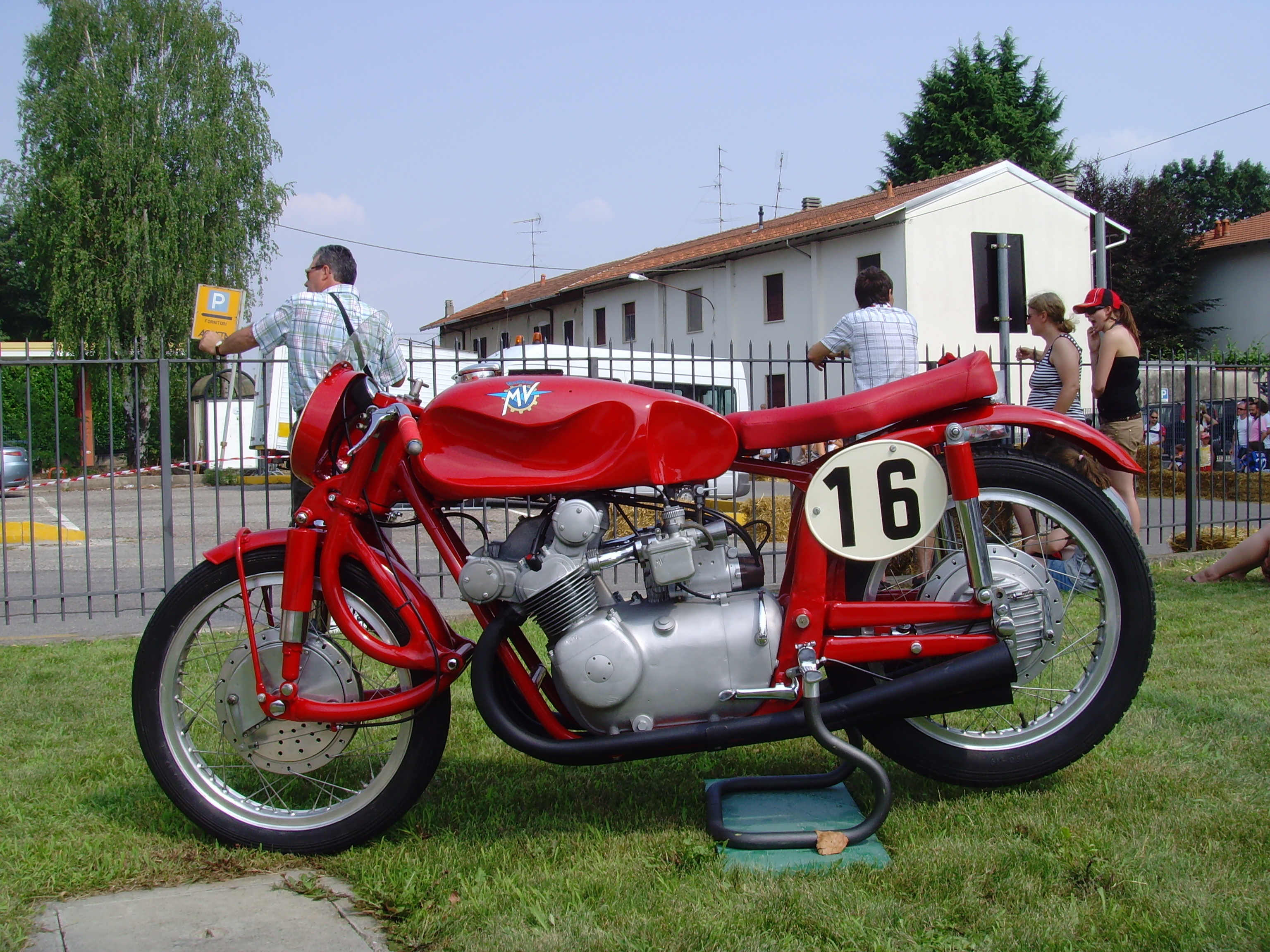
MV Agusta (1952)
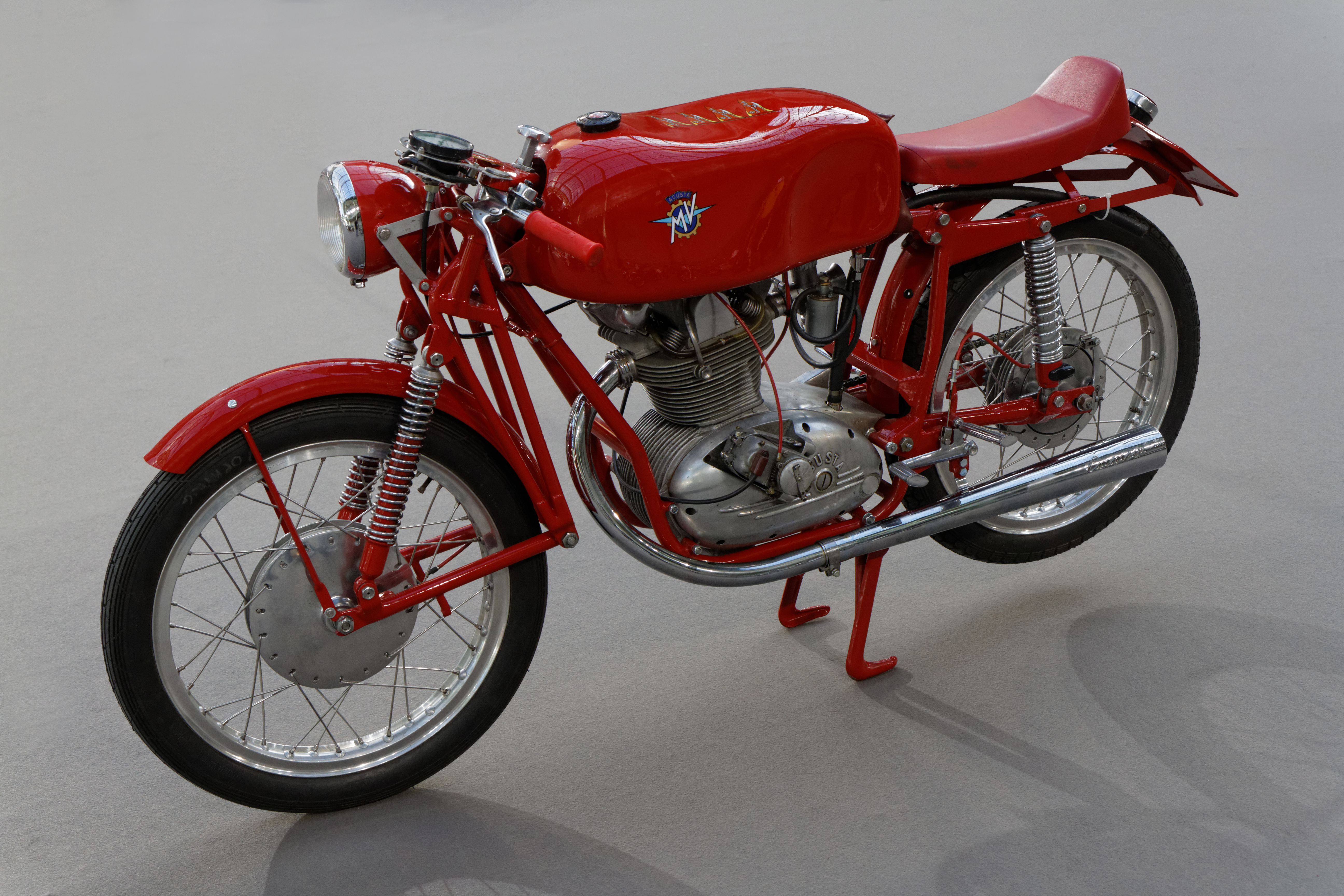
MV Agusta 175 Bialbero (1954)
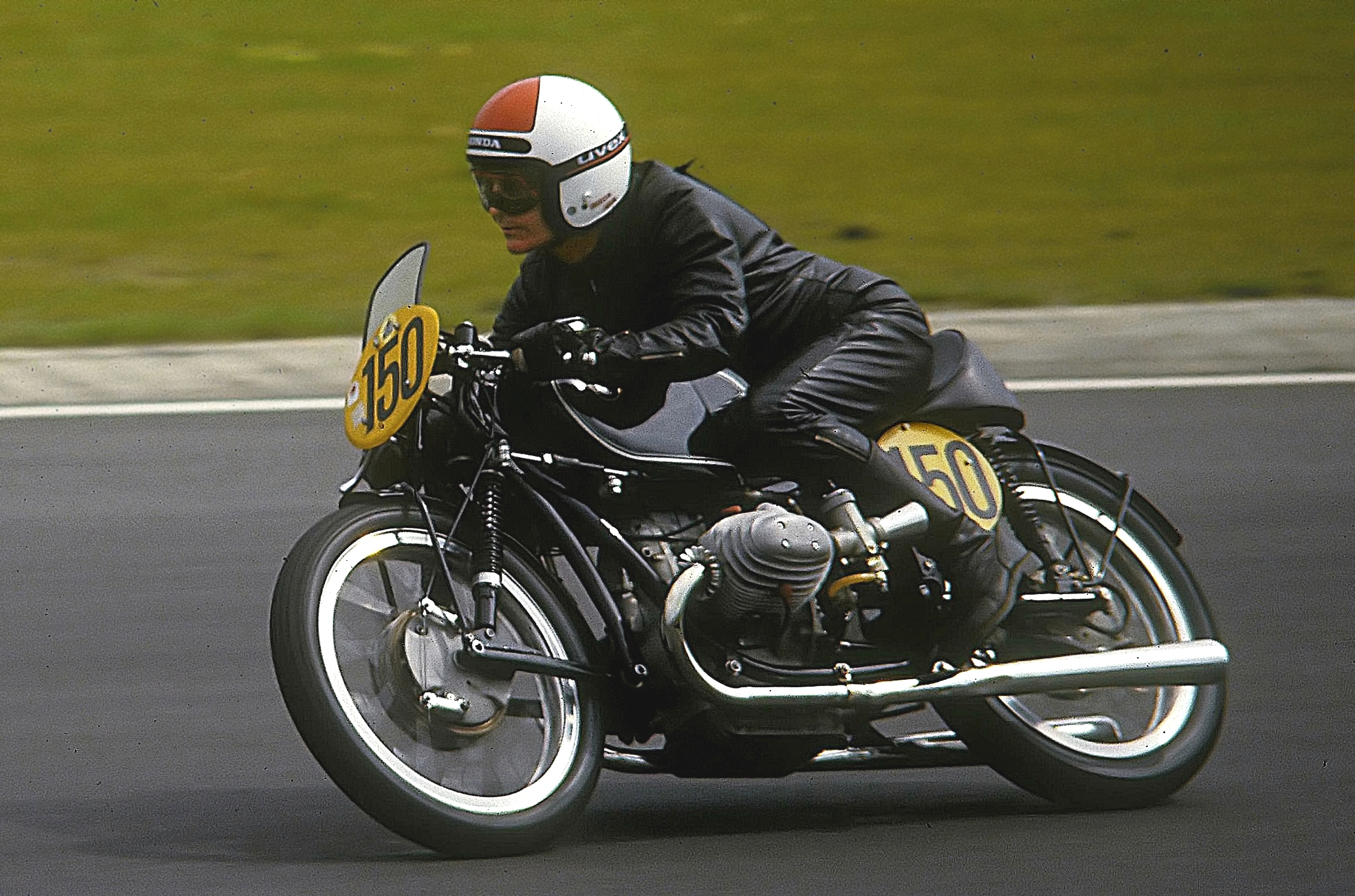
BMW RS 54 (1954)
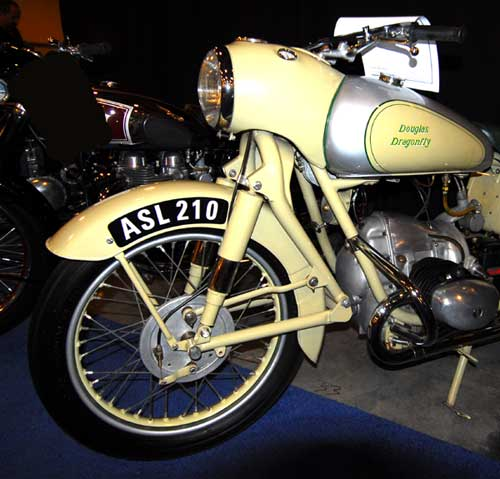
Douglas Dragonfly (1955)
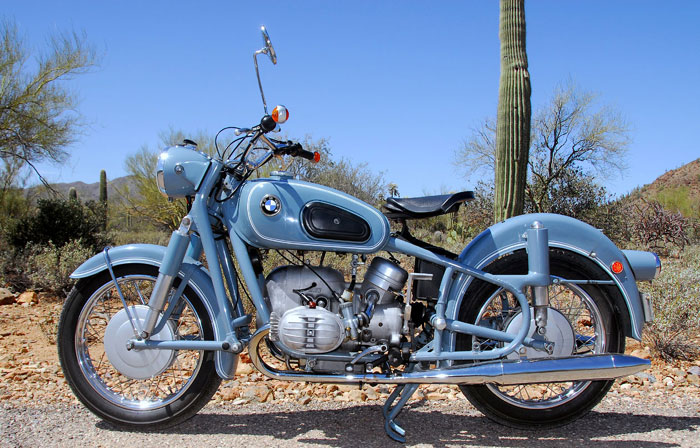
BMW R50 (1955)
Langschwingengabel (BMW) mit zweiter Schwenkachse
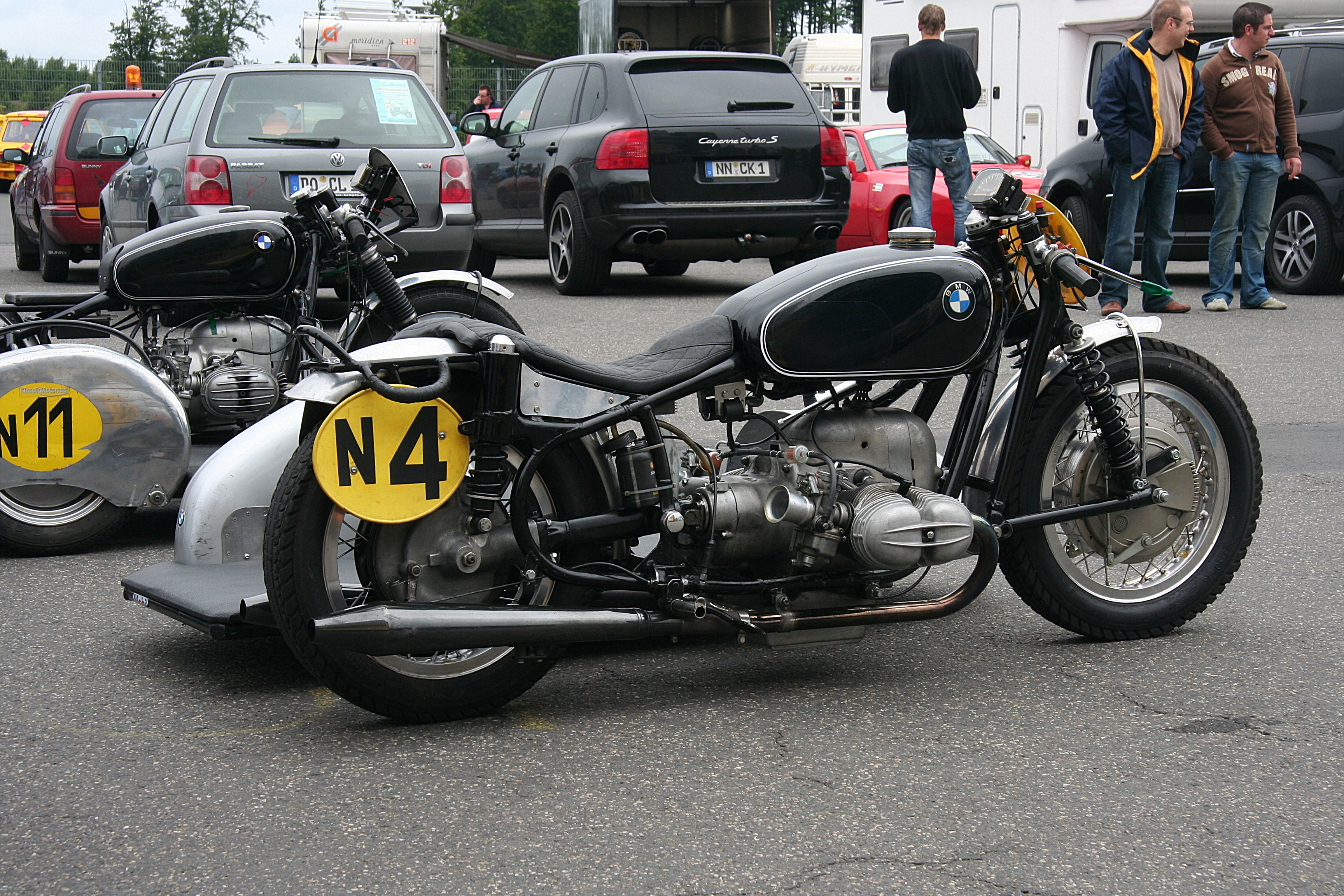
BMW-Renngespann mit Vollschwingen-Fahrwerk
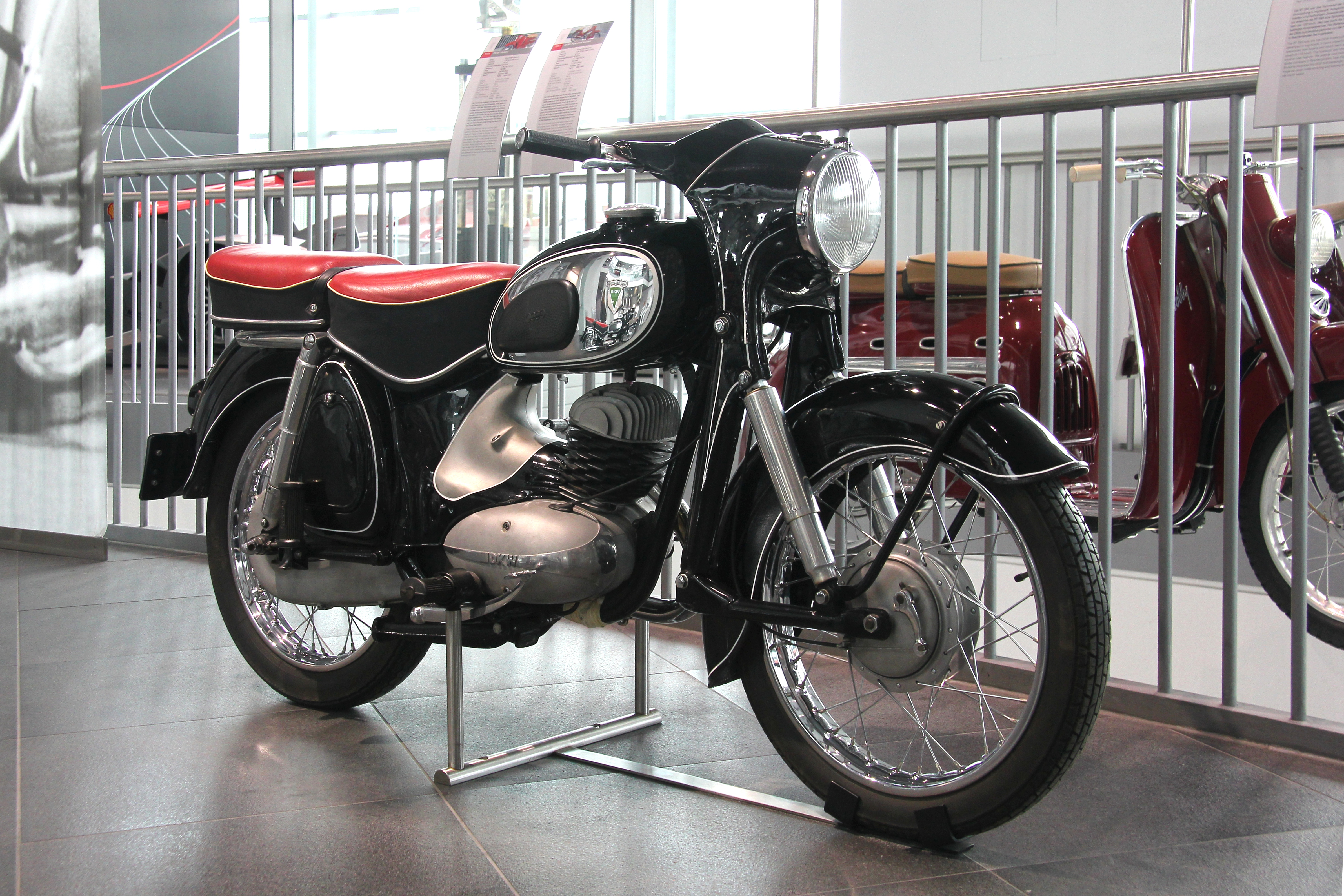
DKW RT 175 VS mit Vorder- und Hinterradschwinge
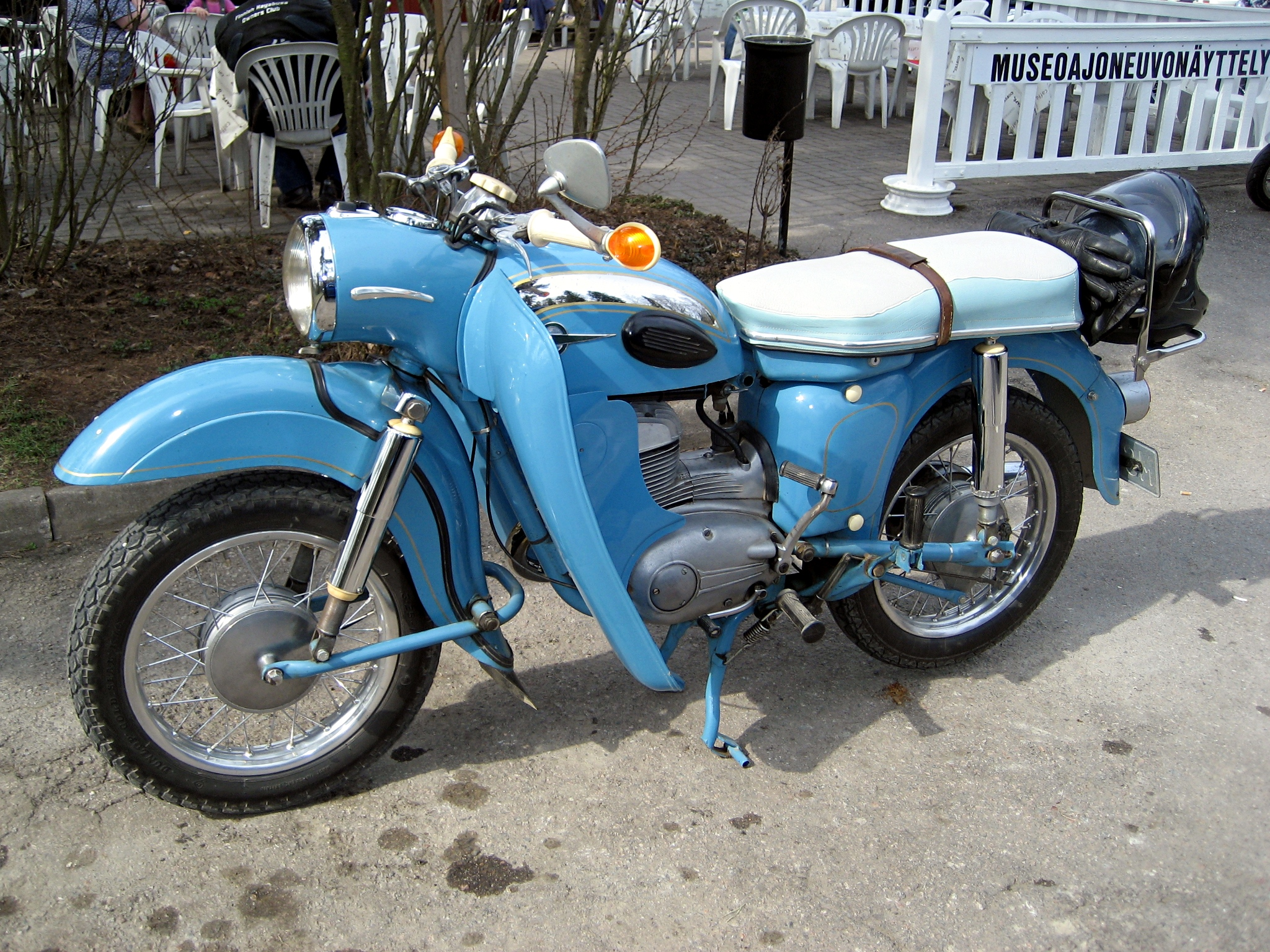
MZ ES 250 (1956)
Kreidler Florett (1957)
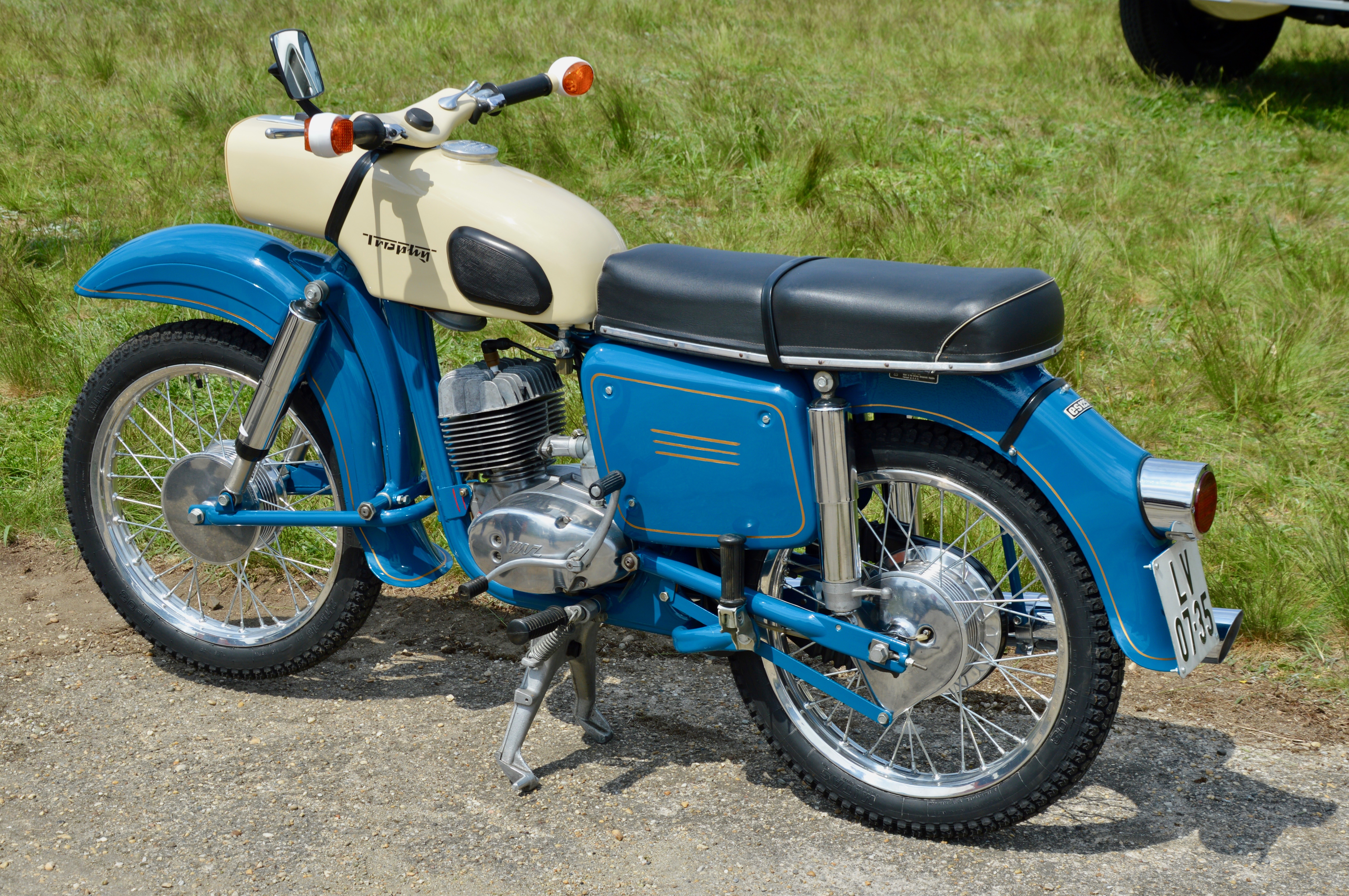
MZ ES 125 (1962)
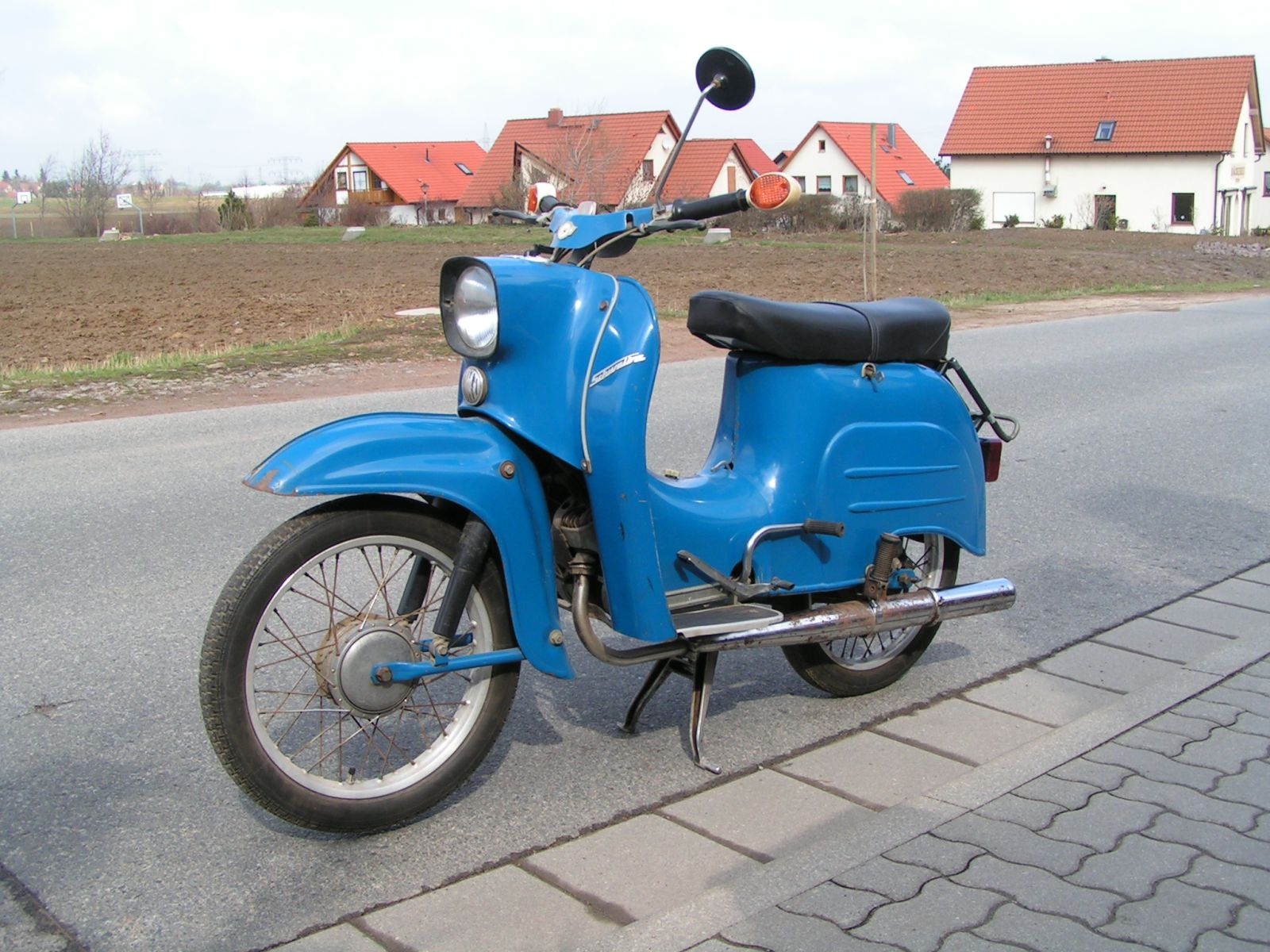
Simson Schwalbe (1964)

## Vor- und Nachteile
Der entscheidende Vorteil der geschobenen Langarmschwinge im Vergleich zur Teleskopgabel ist, dass beim Bremsvorgang kein „Eintauchen“ des Fahrzeugs auftritt, zudem sind die Nickbewegungen geringer. Vor allem im Vergleich zu Teleskopgabeln der 1950er Jahre bot die Langarmschwinge durch feineres Ansprechen auf Fahrbahnunebenheiten einen erheblich besseren Federungskomfort und gleichzeitig eine höhere Steifigkeit. Insgesamt wird eine bessere Aufteilung von Führungs- und Federungsfunktion erreicht. Typisch für Schwingenfahrwerke sind beim Ein- und Ausfedern kleine, vernachlässigbare Änderungen des Radstands. Auch der Nachlauf ändert sich durch die Kreisbogen-Bewegungen der Radachsen, je kürzer die Vorderschwinge, umso stärker.
Der entscheidende Nachteil ist das größere Gewicht. Das Trägheitsmoment um die Lenkachse ist deshalb im Vergleich zur Teleskopgabel um 74 % größer. Das aufrichtend wirkende Bremsmoment geschobener Langarmschwingen kann bei manchen Konstruktionen sogar zum Ausfedern des Vorderrades beim Bremsvorgang führen („Aufbäumen“), was in dem Fall die Fahrstabilität beim Bremsen verschlechtert. Weiterhin tritt an einigen Fahrzeugen mit Langarmschwinge in bestimmten Fahrzuständen eine Neigung zum Lenkerpendeln auf, beispielsweise beim freihändigen Fahren im Schiebebetrieb oder bei stark belastetem Gepäckträger.

## Heutige Anwendung
Aktuell wird die Langarmschwinge zur Vorderradführung bei keinem Serienmotorrad mehr angeboten. Da im Gespannbetrieb die Vorteile der Vorderschwinge überwiegen und auch das höhere Gewicht der Radführung wegen des höheren Fahrzeuggesamtgewichts weniger Bedeutung hat, ist die Langschwingengabel bei Gespannen nach wie vor gebräuchlich. Um eine aktuelle Solomaschine für Seitenwagenbetrieb umzurüsten, ist ohnedies ein kleinerer Nachlauf nötig, da ansonsten sehr hohe Lenkkräfte bei Kurvenfahrt entstehen. Bei den von BMW produzierten Langschwingen wurde dies mit einem Paar zweiter Achsenaufnahmen (vor der „Solo“-Position) erreicht, das den Nachlauf verringerte. Dies ist auf dem Foto direkt hinter dem Rad zu sehen: die silberfarbene Aluminiumkappe zeigt die Steckachse in der Solo-Position. Etwa 50 mm davor finden sich die zweiten Bohrungen zum Gespannbetrieb, hier korrekt abgedeckt mit einem schwarzen Gummi-Pilzstopfen.
Für die Verwendung als Hinterradschwinge hat sich die ein- oder zweiarmige gezogene Langarmschwinge bei Motorrädern hingegen durchgesetzt. Am Hinterrad wird die Langarmschwinge gemeinhin nur als Schwinge bezeichnet.